# Gera
Pour les articles homonymes, voir Gera (homonymie).
Gera est une ville allemande de Thuringe. Célèbre pour ses draps dès le Moyen Âge, Gera a été un centre important de l'industrie textile au XIXe siècle. Capitale de la principauté de Reuss à partir de 1848, ville industrielle importante de la RDA, Gera peine à se reconvertir et a perdu 20 % de sa population depuis 1990.
Gera est la ville natale d'Otto Dix, peintre majeur du XXe siècle en Allemagne.

## Géographie

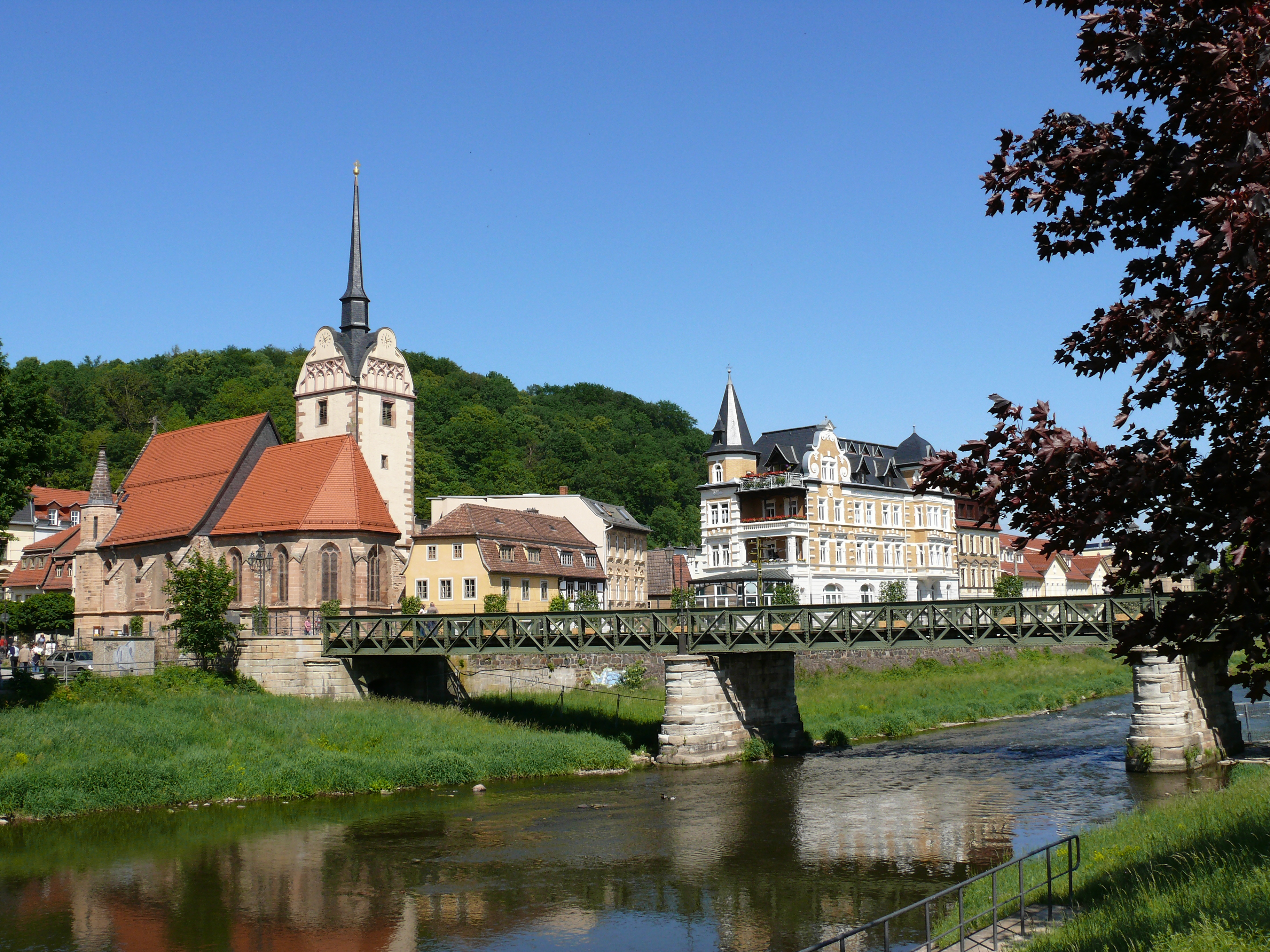
L'Elster devant le quartier d'Untermhaus avec l'église Sainte-Marie.

Situation de Gera dans le land de Thuringe.

Ville indépendante (Kreisfreie Stadt), Gera est la troisième ville du land de Thuringe derrière Erfurt et Iéna. Gera est située à l'est du land, sur les rives de l'Elster Blanche (Weiße Elster), dans les collines thuringeoises orientales, au nord des monts de Thuringe. Deux petits affluents de l'Elster ont creusé leur vallée sur le territoire communal, le Nebengewässer à l'ouest et le Gessenbach au sud-est.
La ville a une altitude moyenne de 200 m avec une altitude minimale de 180 m dans le lit de l'Elster au nord de Gera et une altitude maximale de 354 m à la pointe sud-est de la commune dans le village de Falka.
Le territoire de Gera est presque entièrement entouré par l'arrondissement de Greiz. Il confine au nord avec le land de Saxe-Anhalt et est proche de la frontière de la Saxe. La commune compte d'importantes forêts, notamment à l'ouest de la ville (Geraer Stadtwald) et au nord-ouest (Auslänfer des Holzlandes).
Leipzig se trouve à 60 km au nord de Gera, Chemnitz à 70 km à l'est et Erfurt, la capitale du land de Thuringe, à 80 km à l'ouest (comme Iéna à 30 km et Weimar à 45 km).

### Communes limitrophes
Dans le sens des aiguilles d'une montre :
- dans l'arrondissement du Burgenland (Saxe-Anhalt) : Wetterzeube et Gutenborn ;
- dans l'arrondissement de Greiz : Pölzig, Hirschfeld, Brahmenau, Schwaara, Korbußen, Ronneburg, Kauern, Hilbersdorf, Linda b. Weida, Endschütz, Wünschendorf-sur-Elster, Zedlitz, Hundhaupten, Saara, Kraftsdorf, Hartmannsdorf et Bad Köstritz ;
- dans l'arrondissement de Saale-Holzland : Silbitz.

### Administration

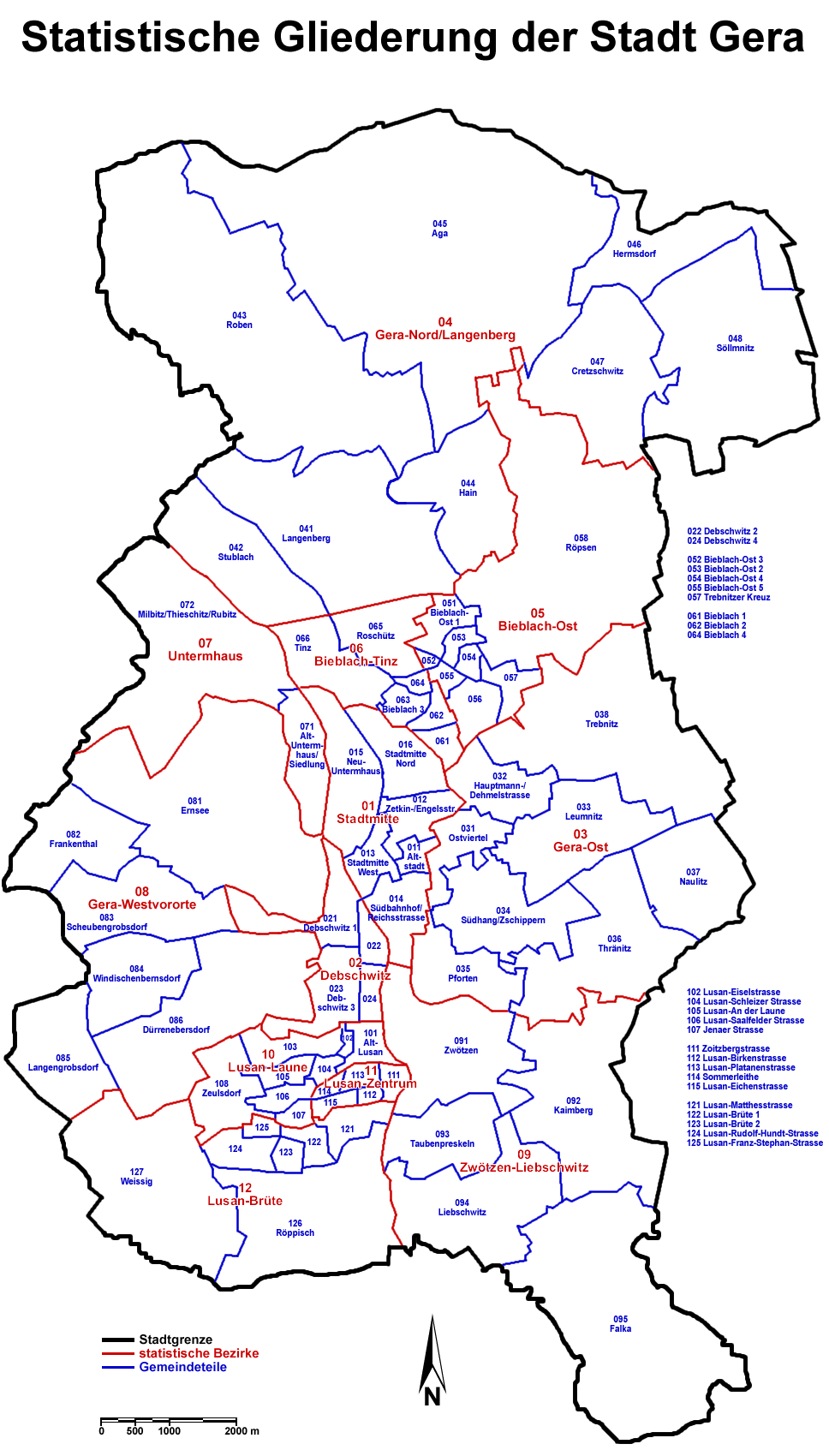
Les divisions administratives de Gera.

Gera est divisée en 12 arrondissements urbains (Bezirke) composés de 40 quartiers (Ortsteil) (population en 2010) :
- 01 Stadtmitte, 6 quartiers (16 754)
- 02 Debschwitz, 4 quartiers (10 660)
- 03 Gera-Ost, 8 quartiers (15 296)
- 04 Gera-Nord/Gera-Langenberg, 8 quartiers (8 553)
- 05 Bieblach-Ost, 8 quartiers (5 774)
- 06 Bieblach/Tinz, 6 quartiers (7 766)
- 07 Untermhaus, 2 quartiers (2 709)
- 08 Gera-Westvororte, 6 quartiers (3 688)
- 09 Zwöka/Liebschwitz, 5 quartiers (7 893)
- 10 Lusan-Laune, 8 quartiers (8 844)
- 11 Lusan-Zentrum, 5 quartiers (5 823)
- 12 Lusan-Brüte, 7 quartiers (9 454)

La municipalité de Gera est composée de la ville de Gera elle-même et de treize villages pourvus chacun d'un conseil de quartier (Ortschaft), présidés par un maire de quartier et dotés d'une certaine autonomie (superficie en km2 et population en 2010) :
- Gera (60,72 km2, 86 835)
- Aga (16,38 km2, 1 745)
- Falka  (7,22 km2, 419)
- Hain (2,58 km2, 227)
- Hermsdorf (2,60 km2, 567)
- Langenberg (8,18 km2, 4 065)
- Liebschwitz (3,27 km2, 1 497)
- Milbitz/Thieschitz/Rubitz (5,30 km2, 667)
- Naulitz (2,16 km2, 114)
- Roben (11,82 km2, 773)
- Röpsen (8,15 km2, 630)
- Söllmnitz/Cretzschwitz (9,66 km2, 696)
- Tränitz (3,51 km2, 349)
- Trebnitz (5,79 km2, 430)
- Weißig (4,59 km2, 203)

## Démographie
L'évolution démographique de la ville de Gera peut se diviser en trois périodes. Jusqu'en 1850, pendant toute la période pré-industrielle, la population de Gera progresse modestement.
Une longue période d'expansion va suivre durant un siècle et demi. Au moment de l'industrialisation, et surtout à partir de l'intégration de la principauté de Reuss dans le nouvel Empire allemand, cette progression devient très importante, comme dans beaucoup de villes allemandes. Entre 1871 et la Première Guerre mondiale, la population de Gera triple.
En 1919, une première vague d'incorporations de communes, suivie d'une deuxième vague en 1923, augmente considérablement la population qui stagne ensuite plus ou moins durant l'Entre-deux-guerres. Après la Seconde Guerre mondiale et pendant la période communiste, la ville grandit et devient en 1960 une grande ville (Großstadt) pour atteindre son maximum à la veille de la Réunification de 1989.
Depuis, la population de Gera ne cesse de décroître et la ville a perdu 25 % de ses habitants en vingt ans malgré les très nombreuses incorporations de communes ayant eu lieu en 1994.

### Incorporations de communes
- 1905 : Bieblach ;
- 1912 : Debschwitz ;
- 1919 : Untermhaus, Pforten, Zwötzen, Leumnitz, Tinz, Milbitz, Thieschutz, Rubitz, Lusan ;
- 1922 : Ernsee ;
- 1923 : Windischenbernsdorf, Frankenthal, Scheubengorfsdorf, Töppeln, Laasen ;
- 1933 : Poris-Lengefeld ;
- 1950 : Langenberg, Roschütz, Langengrobsdorf, Dürrenebersdorf, Zeulsdorf, Unteröppich, Zschippen, Kaimberg, Taubenpreskein, Liebschwitz, Lietzsch ;
- 1994 : Großaga, Kleinaga, Lessen, Reichenbach, Seligenstädt, Cretzschwitz, Söllmnitz, Lauenhain, Wernsdorf, Roben, Rusitz, Steinbrücken, Hermsdorf, Großfalka, Kleinfalke, Wüstfalke, Niebra, Ottischa, Röpsen, Dorna, Negis, Thränitz, Collis, Am Stern, Trebnitz, Hain, Wachholderbaum, Weißig, Gorlitzsch, Schafpreskein, Naulitz.

## Histoire
Malgré une histoire riche de plus d'un millénaire, Gera, qui a été très éprouvée tout au long de son histoire, garde peu de témoignages de cette histoire.
Le nom de Gera serait issu de l'appellation de cette partie de la vallée de l'Elster.

### Les débuts
Les premières traces de peuplement dans la région de Gera datent de l'époque paléolithique. Des fouilles entreprises au XIXe siècle sur le site de Lundentahler Hyänenhöle ont permis de mettre au jour des bifaces âgés de 80 000 ans.
À l'époque de la naissance du Christ, Gera était un centre de traitement de la métallurgie du fer. des objets en fer furent découverts dans les années 1920 dans le quartier de Tinz.
Pendant les premiers siècles de l'ère chrétienne, le site est habité par les Hermundures qui migrent sans doute lors des invasions barbares et sont remplacés par des tribus slaves au VIIIe siècle.

### Moyen Âge
La première mention écrite de Gera date du 31 mars 995 dans un document émanant de la cour de l'empereur Otton III du Saint-Empire où il est question de la donation à l'évêque de Naumbourg du village de Crossen an der Elster situé au nord de Gera qui n'est cité que comme une des limites du domaine en question.
La première mention réelle de Gera date du 26 avril 999 lorsque l'empereur offre le domaine de Gera à sa sœur Adelheid, abbesse de Quedlimbourg. Pendant  plus d'un siècle, aucune autre mention de Gera n'existe. Ce n'est qu'en 1125 qu'apparaît un Luph von Gera, probable seigneur local. De nombreux villages proches de Gera apparaissent à cette même époque entre 1121 et 1146, appartenant souvent à l'évêché de Naumbourg.
En 1209, l'abbesse de Quedlimbourg délègue le gouvernement de Gera aux baillis de Werda, qui seront à l'origine de la maison de Reuss. Le 25 octobre 1237 sont cités les citoyens de la ville de Gera (cives oppidi de Gera), on peut donc penser que l'octroi du droit de ville à Gera date de cette époque. En 1234, on trouve une trace de la première église ainsi qu'en 1254 l'hôtel de ville. Les remparts apparaissent au XIIIe siècle. Formant un quadrilatère de 350 m de côté, ils subsisteront jusqu'au XIXe siècle.
Sous le gouvernement des baillis de Werda, Gera se développe et, en 1306, l'abbesse Bertradis de Quedlimbourg vend ses droits au bailli, bien qu'elle reste formellement maîtresse du pays. l'empereur Louis IV du Saint-Empire accorde d'ailleurs aux baillis de Weida les droits militaires et de justice en 1329. Gera devient en 1358 un fief des margraves de Misnie et les baillis sont connus en 1370 comme seigneurs de Gera (Herren von Gera).
Pendant la Guerre fratricide de Saxe entre Frédéric II de Saxe et son frère Guillaume III de Saxe, le 15 octobre 1450, la ville est presque entièrement détruite mais elle se relève rapidement. C'est à cette époque que Gera devient un centre prospère de l'industrie textile. Ses draps sont présents à la foire de Leipzig dès 1430. Cette industrie sera à la base du développement de la ville aux XVIe et XVIIe siècles.

### Temps modernes

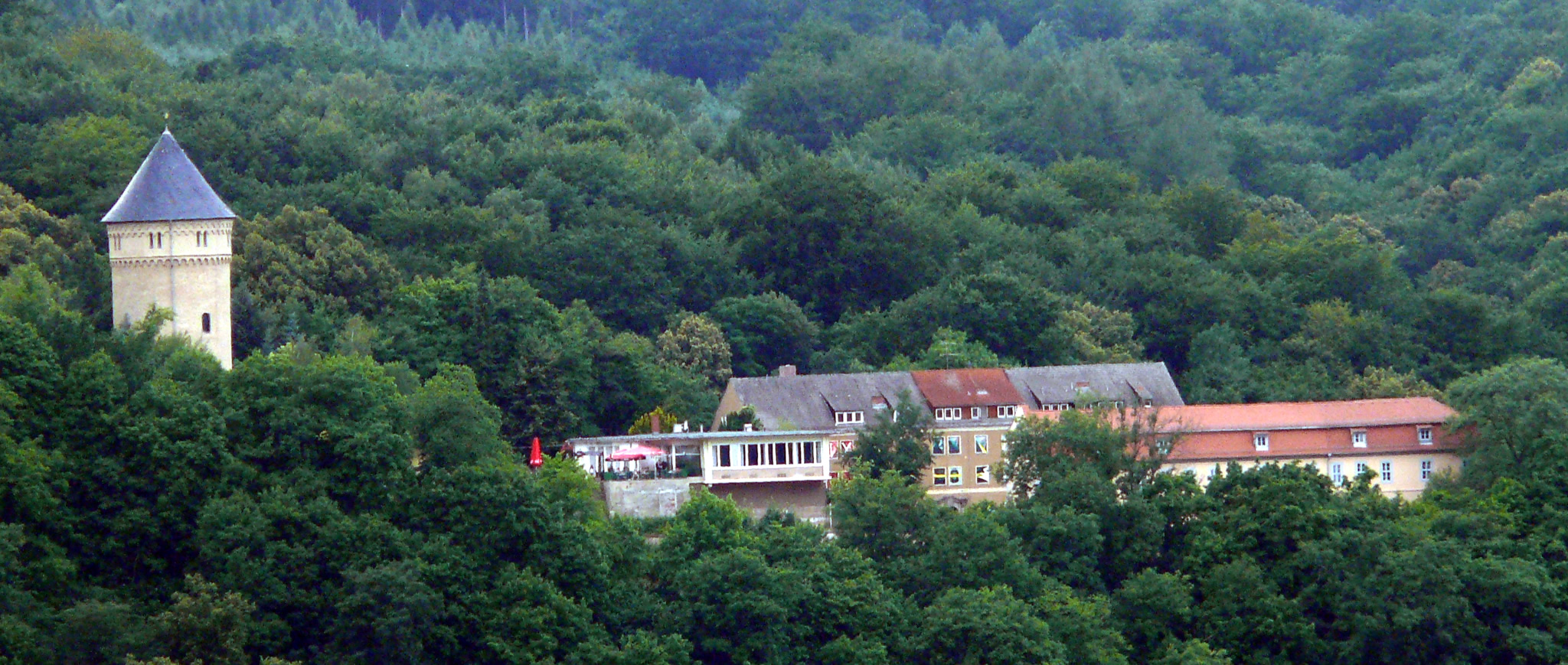
le château d'Osterstein de nos jours

Gera est épargnée par la Guerre des Paysans en 1525. À l'initiative de ses souverains de la Maison de Wettin, l'électeur de Saxe, malgré la volonté des seigneurs de Gera, la Réforme protestante est introduite. Pendant la Guerre de Schmalkalden, Jean-Frédéric Ier de Saxe, électeur palatin de Saxe et margrave de Misnie, cède Gera à la couronne de Bohême. Cette sujétion eut très peu d'influence sur l'histoire de la ville mais eut tout de même une existence formelle jusqu'au début du XIXe siècle.
À l'extinction de la lignée des seigneurs de Gera en 1560-1562, la ville devient possession de la famille de Reuß von Plauen zu Greiz qui aménage le château d'Osterstein comme résidence principale sous le règne d'Henri le Posthume en 1564. Commence alors une période de grande prospérité pour Gera, notamment grâce à de nombreuses améliorations dans la fabrication des draps au début du XVIIe siècle.
En 1604, une chancellerie et un consistoire de l'église luthérienne sont construits, suivis en 1608 par l'ouverture du lycée Rutheneum. Pendant la Guerre de Trente Ans, en 1639, un incendie provoqué par les soldats suédois, brûle un tiers des constructions de la ville.
Les Reuß-Gera sont élevés en 1673 au titre de comtes. En 1686, un incendie, dû à la négligence, provoque de nouveau de très grands dommages dans la ville. De même, le 18 septembre 1780, un nouvel incendie est à l'origine de la destruction de la quasi-totalité de la ville.

### XIXesiècle
L'extinction de la lignée des comtes de Reuß-Gera en 1802 entraîne l'administration en commun de Gera par les familles de Reuß-Schleiz, Reuß-Ebersdorf et Reuß-Lobenstein. L'extinction des Lobenstein en 1824, puis des Ebersdorf en 1848, aura pour conséquence que Gera deviendra  la capitale de la principauté de Reuss branche cadette (Reuß Jüngere Linie) qui réunira tous les domaines des Reuß.
Du 11 au 13 octobre 1806, Napoléon Ier séjourne à Gera, avant la bataille d'Iéna. Après les guerres napoléoniennes, une période d'intense développement industriel commence pour la ville avec l'apparition de machines à filer en 1811. La première machine à vapeur utilisée dans l'industrie textile — la plus vieille du monde germanique — y est installée en 1833.
En 1859, la ville est reliée au tout nouveau réseau de chemins de fer avec une ligne rejoignant Weißenfels. Gera est la deuxième ville d'Allemagne équipée d'un tramway électrique en 1892. L'Union de Gymnastique des Ouvriers Allemands (qui sera supprimée par les nazis en 1933) y est fondée en 1893.

### XXesiècle
Au début du siècle, (Bieblach en 1905, Debschwitz en 1912) sont les premiers faubourgs incorporés à la ville de Gera.

#### République de Weimar
En 1918, lors de la Révolution de novembre, le dernier prince de Reuß abdique et Gera devient la capitale de l'État populaire de Reuss (Volksstaat Reuß). Le 1er mai 1920, cet état cesse d'exister et Gera est intégrée dans le nouveau land de Thuringe. De 1919 à 1924, de nombreuses communes avoisinantes sont incorporées au territoire de Gera.
En ces temps d'instabilité politique, une quinzaine d'habitants de Gera sont impliquées dans le Putsch de Kapp en 1920.
Gera obtient le statut de ville indépendante (Kreisfreie Stadt) en 1922, année où est créé un arrondissement de Gera qui existera jusqu'en 1952 à partir de l'arrondissement de Neustadt an der Orla et de territoires  (Ronneburg) pris à l'arrondissement d'Altenbourg.
Hitler tient son premier meeting à Gera en 1925.
De belles villas sont alors édifiées pour les entrepreneurs par des architectes renommés comme Van de Velde.

#### Période nazie
Lorsque les nazis prennent le pouvoir en janvier 1933, le maire, le Docteur Walter Arnold est démis et déporté (il mourra quelques semaines plus tard) et remplacé par Walter Kiessling. Aux élections de mars, le NSDAP obtient 42,3 % des voix (contre 47,6 % dans l'ensemble du land), les sociaux-démocrates  du SPD 33,5 % (beaucoup plus que les 20,6 % régionaux), le parti communiste (KPD) 13,2 % (résultat comparable aux 15,3 % recueillis au niveau régional), les Conservateurs de Droite du DNVP 5 % (beaucoup moins que les 12,4 % régionaux) et le Parti populaire allemand 4,3 %.
L'Université populaire fondée en 1920 par le SPD et installée dans le château de Tinz est fermée. Pendant la Nuit de Cristal, la synagogue est brûlée et de nombreux magasins juifs sont dévastés. La petite communauté (378 personnes en 1933) est menacée. De nombreux juifs s'enfuient, les autres seront déportés en 1942 vers l'est et assassinés.
De 1939 à 1945, plus de 3 000 prisonniers de guerre et travailleurs forcés sont employés dans l'industrie de l'armement locale. En 1945, 446 prisonniers de guerre juifs sont assassinés.
Le 6 avril 1944, Gera subit un bombardement terrible : l'ancienne résidence des princes, le château d'Osterstein, par exemple est totalement détruit. 300 immeubles et 54 entreprises sont rayés de la carte et 142 habitants trouvent la mort.
Le 13 avril 1945, une marche de la mort venant du camp tout proche de Buchenwald traverse la ville qui est occupée par les troupes américaines le lendemain.

#### RDA
Le 2 juillet 1945, les Américains transmettent le pouvoir aux Soviétiques. À la fin de l'année et au début de 1946, 19 jeunes (entre 15 et 17 ans) sont arrêtés par la police politique russe pour faits de résistance, ils sont internés dans les camps du NKVD, 8 d'entre eux y périssent.
En 1949, Gera rejoint la nouvelle République démocratique allemande. De nombreuses communes sont incorporées en 1950. De 1952 à 1990, Gera est le chef-lieu du district de Gera. La découverte dans les années 1950 de minerai d'uranium près de Ronneburg, exploitées pour alimenter le programme atomique de l'Union soviétique permet un fort développement industriel. En dépassant la barre des 100 000 habitants, la ville acquiert le statut de grande ville (Großstadt) en 1959.
On crée de nombreux nouveaux quartiers pendant cette période (Lusan puis Bieblach-Ost). De nouvelles industries sont installées à Gera : industrie électronique, optique, textile. De nombreux services administratifs permettent de créer des milliers d'emplois. La ville dispose d'une vie culturelle dense et variée (premier festival du film pour enfants fin 70, centre culturel et de congrès en 1981, festival des ouvriers de RDA en 1984).
Le 13 octobre 1980, Erich Honecker prononce lors de sa visite un discours important sur les rapports RDA-RFA et sur les exigences de la RDA. Le régime communiste rencontre peu de résistance dans la ville de Gera, contrairement à sa voisine d'Iéna. Matthias Domaschk, défenseur des droits civils meurt en 1981 à la prison de Gera dans des circonstances obscures.
Le 22 octobre 1989 a lieu la première manifestation contre le régime.

#### Depuis 1989
Le 22 juillet 1990, Gera est intégrée dans le land de Thuringe recréé et perd son statut de chef-lieu au profit d'Erfurt. Le premier maire élu en 1990 appartient à la CDU.
En 1994, 12 communes sont incorporées au territoire de Gera. L'arrondissement est dissous le 1er juillet 1994.
Aux élections de 2006, un maire SPD, le Docteur Norbert Vornehm, est élu.
Aujourd'hui Gera souffre des mêmes problèmes que les autres villes de l'ancienne RDA : redressement difficile de l'industrie, chômage, vieillissement de la population. La ville se dépeuple de plus rapidement, ne comptant plus aujourd'hui qu'une petite centaine de milliers d'habitants.
Gera accueille en 2007 l'Exposition Nationale d'Horticulture. Plusieurs monuments sont rénovés ou restaurés : théâtre, Orangerie. Un Parc de Loisirs et de Sports (Hofwiesenpark) est créé.
La population de la ville diminue progressivement à la suite de son incorporation au sein de la RFA, passant de 124 000 habitants à 95 000 entre 1995 et 2019.

## Politique

### Élections municipales
Aux élections municipales du 7 juin 2009, les résultats obtenus ont été les suivants :
| Parti                 | Nombre de conseillers | Pourcentage de voix | Variation 2004-2009 |
| --------------------- | --------------------- | ------------------- | ------------------- |
| Die Linke             | 14                    | 31 %                | moins 5,7 %         |
| CDU                   | 13                    | 29,4 %              | plus 0,7 %          |
| SPD                   | 6                     | 12,5 %              | plus 1,4 %          |
| Arbeit fur Gera       | 6                     | 12,1 %              | moins 3,7 %         |
| FDP                   | 3                     | 6,2 %               | plus 2,3 %          |
| Alliance 90/Les Verts | 2                     | 5,4 %               | plus 1,5 %          |
| NPD                   | 2                     | 3,3 %               | plus 3,3 %          |

Le président du Conseil municipal est M. Dieter Hausold (Die Linke) mais le maire élu est M. Norbert Vornehm (SPD) et son premier adjoint M. Norbert Hein (CDU) suivant la politique d'alliance régionale entre SPD et CDU.

### Élections législatives régionales
Les élections régionales ont eu lieu en Thuringe le 30 août 2009. La ville de Gera dispose de deux sièges pour ces élections. À cette occasion, la ville a élu Dieter Hausold (39,6 %, Die Linke) et Margit Jung (36,2 %, Die linke) pour la représenter.

### Élections législatives nationales
Aux Élections fédérales allemandes de 2009, le député élu par la circonscription électorale Gera-Iéna-arrondissement de Saale-Holzland est M. Ralph Lenkert du Parti Die Linke avec 30,4 % des voix au suffrage direct uninominal.

## Économie
Gera était à l'époque de la RDA une importante ville industrielle. Malheureusement, la ville a connu de graves difficultés de reconversion après 1990 et les anciennes entreprises industrielles ne sont pour la plupart plus que des souvenirs, que ce soit les constructions mécaniques, l'industrie textile ou l'électronique. L'extraction de l'uranium dans la ville voisine de Ronneburg était aussi un moteur important de la prospérité locale. La ville était également le siège d'une filiale de la firme VEB Carl Zeiss Iéna.
À l'heure actuelle, les principaux emplois industriels sont fournis par l'entreprise Othüna (fabrication de margarine), la fabrication de compresseurs (Kaeser), l'entreprise de construction Max Bögl, le centre d'appel du commerçant électronique D+S Europe, l'équipementier électronique Rittal.
Le groupe national de cliniques privées SRH Wald-Klinikum est également un employeur important (1 700 emplois).
D'autre part, la ville de Gera est au centre d'une zone de chalandise de plus de 450 000 personnes et la ville affirme son rôle commercial. Plusieurs centres commerciaux ont été créés depuis 1990 : Gera Arcaden en 1998, Amthor-Passage en 2000, Elster-Forum en 2003.
Le taux de chômage de Gera était en 2009 de 13,6 % (6 963 chômeurs).
Gera est la septième ville de Thuringe pour l'emploi industriel (2 513 emplois).

### Services publics
Gera est le siège d'un tribunal d'instance (Amstgerichte), d'un tribunal de grande instance (Landgerichte) et d'un tribunal du travail (Arbeitsgerichte). Ces institutions judiciaires sont installées dans le nouveau centre inauguré en 2010 au centre de la ville. Une des sept prisons du land de Thuringe est implantée à Gera, de même qu'un centre d'éducation et de prévention auprès des jeunes délinquants dépendant conjointement de la police et de la justice.
L'un des quatre centres (avec Berlin, Stralsund et Brandebourg) régissant les retraites des employés de l'ex-RDA (ancienne BfA) emploie 750 personnes à Gera.
La ville héberge la Chambre de Commerce et d'Industrie de Thuringe orientale et la Chambre des Métiers de Thuringe orientale.
Gera est une ville de garnison de longue tradition. Après avoir accueilli le 3e régiment de Génie militaire de l'Armée populaire nationale de Rda (NVA-Nationale Volksarmee), le 701e Bataillon de la Bundeswehr est installé depuis 1991 à Gera.

## Médias
Deux journaux quotidiens sont édités à Gera, l'Ostthüringer Zeitung (OTZ), tirant à 110 000 exemplaires et le Thüringische Landeszeitung (TLZ), tirant à 41 000 exemplaires. Tous deux appartiennent au même groupe le WAZ-Gruppe, basé à Essen, troisième groupe d'édition allemand comptant plus de 500 titres de toutes sortes. Ces deux journaux sont très similaires, seules quelques pages diffèrent.
Le Mitteldeutscher Rundfunk, organisme de droit public basé à Leipzig, entretient de studios de radio et de télévision à Gera. Une télévision régionale privée existe également l'Offene Kanal Gera (OKG).
Enfin, un hebdomadaire indépendant, le Neues Gera est publié dans la ville depuis une dizaine d'années.

## Enseignement
Gera possède 44 établissement scolaires.
Quatre lycées d'enseignement général existent en ville :
- le Goethe Gymnasium/Rutheneum depuis, le plus vieil établissement de Gera (1608), situé dans le centre et scolarisant environ 600 élèves ;
- le Zabel-Gymnasium, qui a absorbé e$le Friedrich-Schiller-Gymnasium en 2002, lui aussi en centre-ville ;
- le Karl-Theodor-Gymnasium, situé dans le quartier de Bieblach ;
- l'Osterlandgymnasium, situé sur le territoire de Gera mais accueillant surtout des élèves de l'arrondissement voisin de Greiz.

Deux autres lycées ont été fermés dans les années 2000 : le Georg-Christoph-Lichtenberg-Gymansium en 2005 et le Albert-Schweitzer-Gymnasium en 2007.
Gera ne possède pas d'université. Cependant, une école de pédagogie (formation de professeurs) et une école supérieure de santé privée existent en ville, de même que plusieurs écoles professionnelles supérieures dans les domaines de la santé, de l'économie, du commerce et de l'automatisation. Le célèbre industriel russe et collectionneur d'art moderne  Sergueï Chtchoukine (1854/1936) étudia dans l'école de commerce.

## Culture

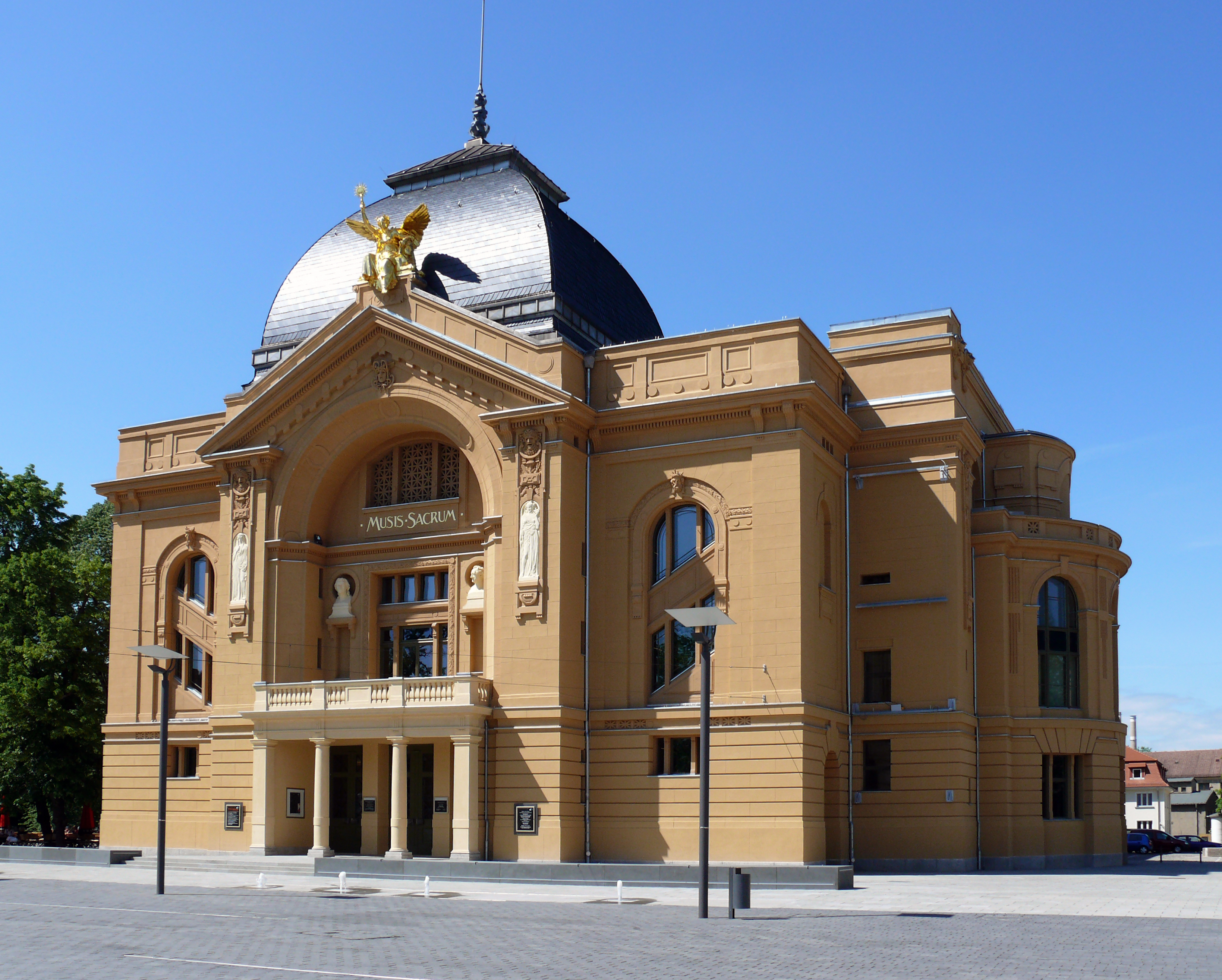
Le théâtre de Gera

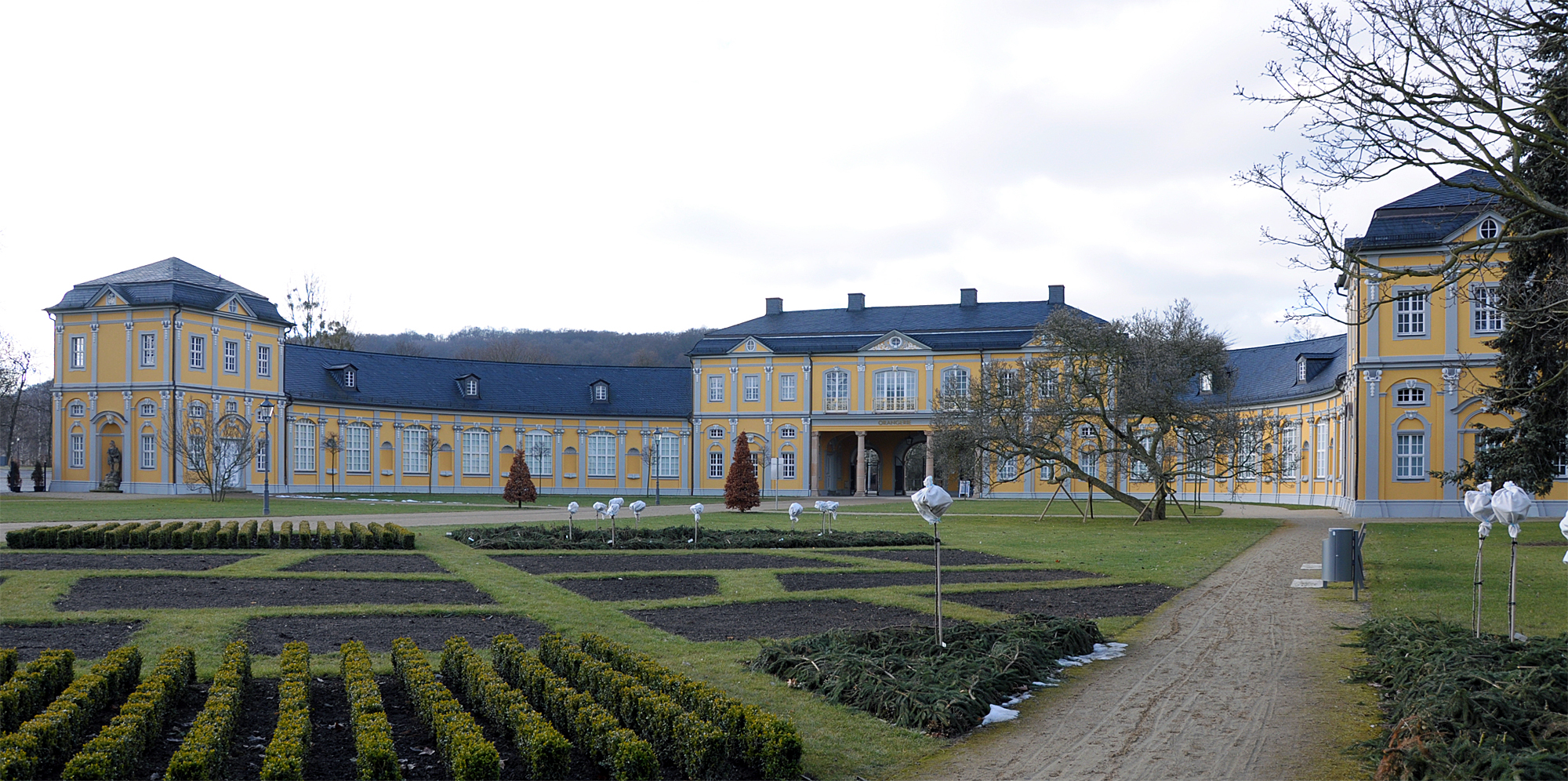
L'Orangerie, musée des Beaux-Arts

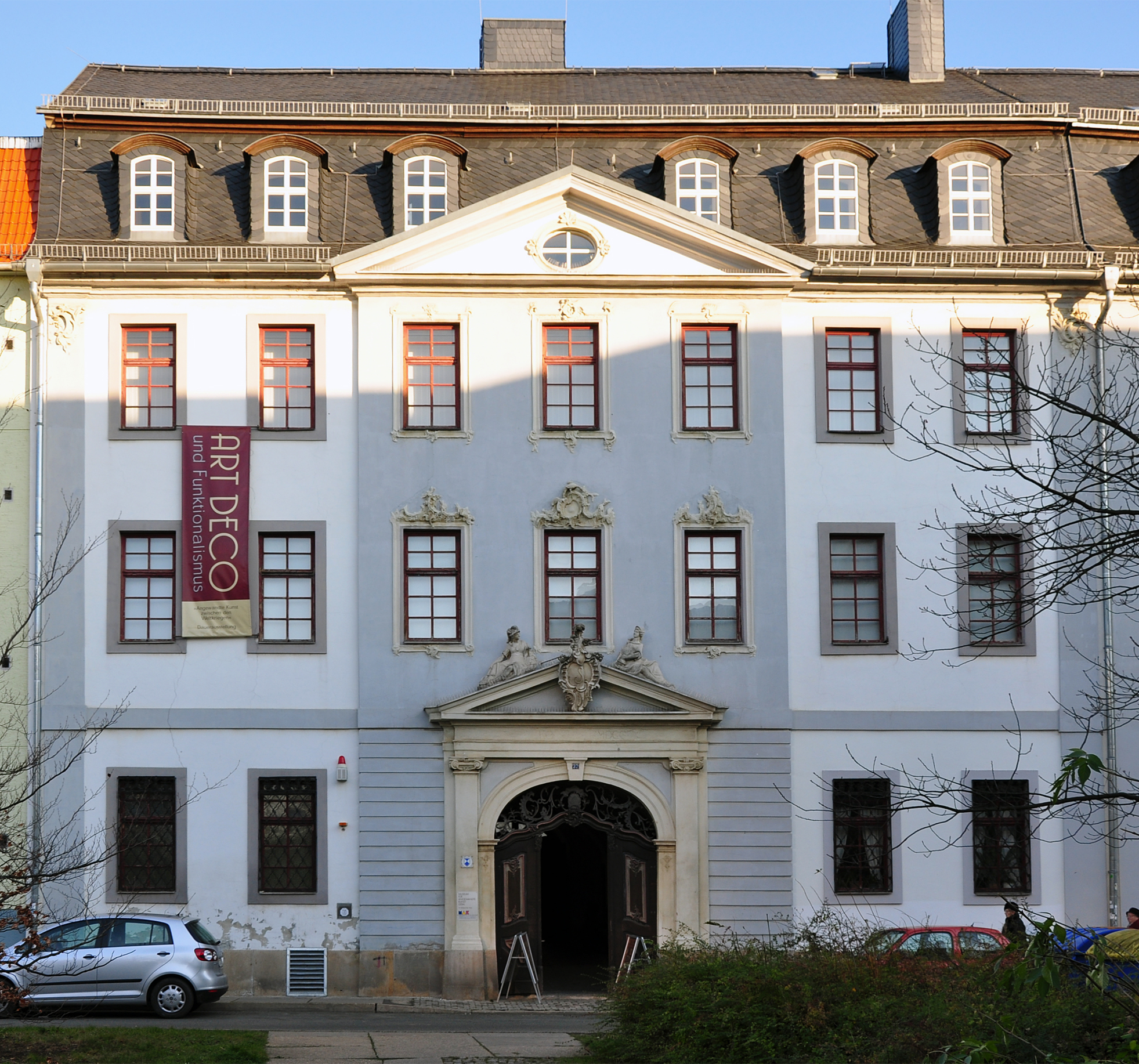
Le Muséed'Art appliqué

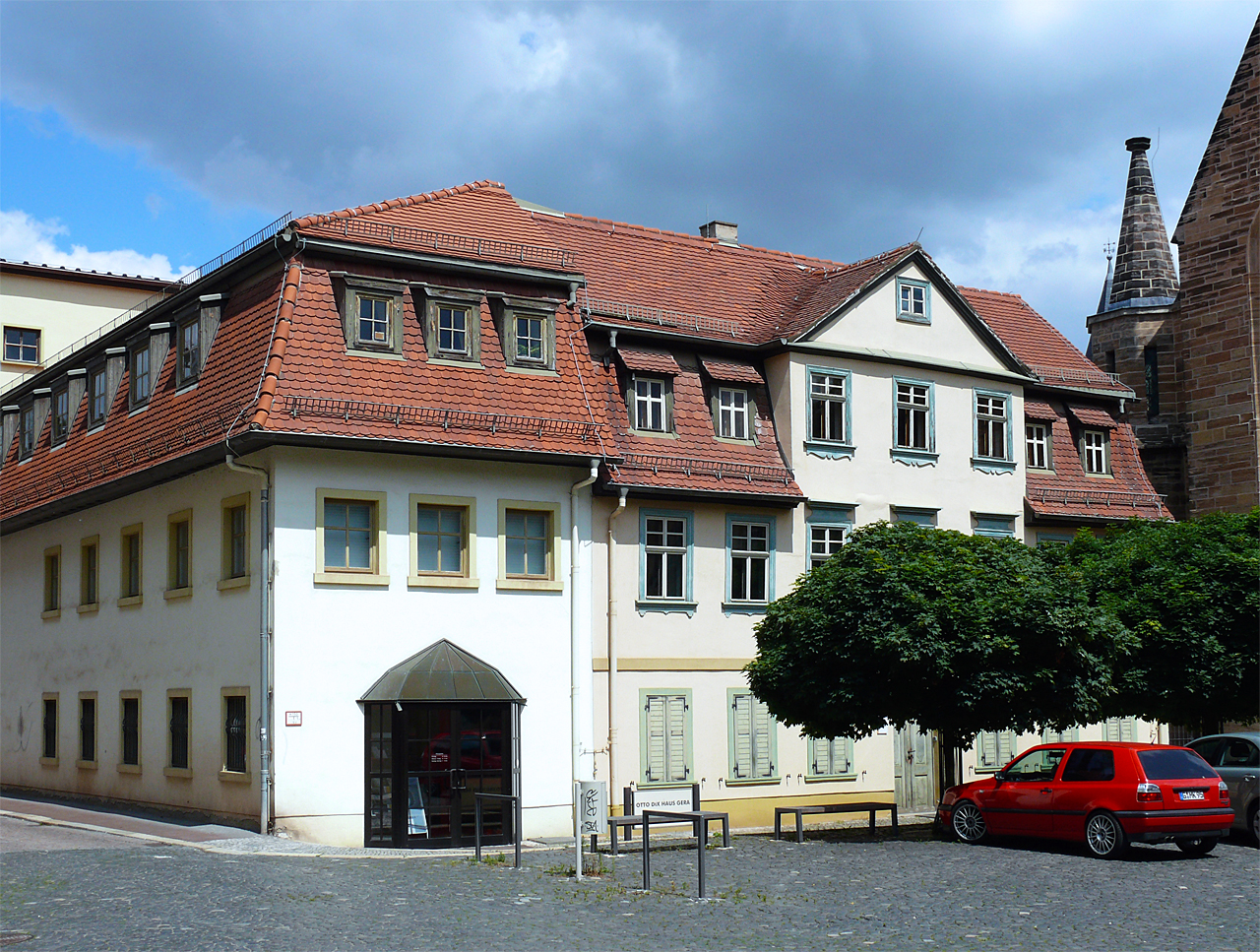
La maison natale d'Otto Dix

### Théâtres et cinémas
En 1996, la fusion des théâtres de Gera et d'Altenbourg a donné naissance au Theater & Philharmonie Thüringen qui regroupe les salles institutionnelles des deux villes.
Plusieurs salles font partie de cet ensemble :
- le Theater Gera (Großes Haus), construit en 1902 dans le style Art nouveau, qui comprend deux salles une salle de théâtre de 550 places et une salle de concert de 812 places ;
- le théâtre de Plein Air (Bühne am Park) ;
- le Petit Théâtre (Kleines Theater) ;
- le TheaterFABRIK Gera, consacré à l'art contemporain.

L'ouverture en 1997 d'un complexe cinématographique de l'UCI (UCI-Kinowelt) de huit salles (1 734 fauteuils)  a entraîné la fermeture des anciennes salles de la ville.
Un petit cabaret, le Fettnäppchen, est situé sous l'Hôtel de Ville et fonctionne depuis 1973.
La plupart des grandes manifestations culturelles de la ville ont lieu dans le Centre Culturel et de Congrès (Kultur- und Kongresszentrum Gera) ouvert en 1981.

### Musées
Gera possède quatre musées installés dans des bâtiments historiques. un nouveau musée devrait ouvrir ses portes en 2011, construit par l'architecte britannique David Chipperfield dans l'ancien bâtiment de la Banque Centrale. En construction depuis 2008, il possèdera 3 000 m2 d'exposition.
- Le Musée de la Ville (Stadtmuseum), ouvert en 1878 dans un ancien orphelinat du XVIIIe siècle présente l'histoire de la ville. De lui dépend un ensemble de caves, les Historische Höhler, accessibles au public;

- Le Musée des Beaux-Arts (Kunstsammlung Gera) a été ouvert en 1972 dans l'ancienne Orangerie des princes de Reuss. La Maison d'Otto Dix, dans le village d'Untermhaus, dépend aussi du musée.

- Le Museum d'Histoire naturelle (Museum für Naturkunde) est installé depuis 1956 dans la maison Schreiberschen (XVIIIe siècle). Le musée gère aussi le jardin botanique de Gera.

- Le Musée de l'Art appliqué (Museum für Angewandte Kunst) fonctionne depuis 1984 dans la maison Ferberschen.

### Festivals
- le Goldener Spatz, festival de films pour enfants organisé conjointement par les villes de Gera et d 'Erfurt ;
- le Flammende Sterne, festival de feux d'artifice organisé avec la ville d'Ostfildern ;
- le Rock für Deutschland ou Rock gegen Krieg, festival de musique qui attire depuis 2003 plusieurs milliers de spectateurs et de militants d'extrême-droite ou néo-nazis.

## Transports

### Réseau routier
Gera est desservie par deux sorties de l'autoroute A4 qui passe au nord de la ville, Gera-Langenberg et Gera-Leumnitz. Cette autoroute, traversant le pays d'ouest en est, met Gera en relation rapide avec Iéna, Weimar et Erfurt à l'ouest et Zwickau et Chemnitz à l'est. L'autoroute A9 se trouve à 16 km à l'ouest de Gera et dessert Leipzig et Halle (Saale) au nord et la Bavière au sud.
D'autre part, la ville est traversée par trois routes nationales :
- B2 qui se dirige au nord vers Zeitz et Leipzig et au sud vers Hof et Bayreuth ;
- B7 qui se dirige au nord-ouest vers Eisenberg et Iéna et à l'est vers Altenbourg ;
- B92 qui se dirige au sud vers Weida, Greiz et Plauen.

En 2004 a été achevée une voie de contournement de la ville qui relie la B92 au sud et l'A4 à l'est. Gera possède un réseau routier communal long de 507 km et plus de 50 000 véhicules sont immatriculés dans la ville.
Enfin, Gera est située sur la Reußische Fürstenstraße, route touristique qui relie les principaux sites de l'ancienne principauté de Reuß, villes, châteaux, églises.

### Chemins de fer
Gera est une des rares villes allemandes de cette taille à ne pas être reliée au réseau ferrée électrifié. De même, aucune liaison à grande vitesse (ICE) n'existe à partir de Gera. Leipzig est la ville plus proche connectée au réseau allemand à grande vitesse.
Malgré ces points noirs, Gera possède un important réseau ferroviaire qui la relie à toutes les agglomérations de la région. En dehors de la Gare Centrale (Hauptbanhof), Gera possède six autres gares ou haltes ferroviaires : Gera-Süd, Gera-Zwötzen, Langenberg, Gera-Ost, Tieschitz et Gera-Gessenthal.
Au départ de Gera :
Lignes à vocation régionale rapide, Regional-Express :
- RE1, Göttingen-Erfurt-Gera-Gößnitz-Zwickau ou Chemnitz
- RE3, Erfurt-Gera-Altenbourg
- RE4, Gera-Weida-Saalfeld
- RE12, Leipzig-Gera-Hof-Ratisbonne

Lignes régionales, Regionalbahn :
- RB37A, Gera-Gößnitz-Glauchau
- RB21, Erfurt-Weimar-Iéna-Gera
- RB33, Gera-Saalfeld
- RB51, Gera-Leipzig
- RB103, Gera-Weida-Zeulenroda-Triebes-Mehltheuer

Ligne particulière :
- VB4, Gera-Greiz-Plauen-Weischlitz-Cheb

### Transports aériens
Gera ne possède pas d'aéroport mais un aérodrome est en service à Leumnitz (de), dans l'est de la ville.
L'aéroport le plus proche est celui de Leipzig-Altenbourg (de) à 40 km. Les aéroports plus importants sont ceux d'Erfurt-Weimar et de Leipzig-Halle à 90 km.

### Transports urbains
Les transports urbains de la ville de Gera sont assurés par la société GVB-Geraer Verkehrbetrieb GmbH qui a été intégrée en 2010 dans l'entreprise régionale de transports VMT-Verkehrsverbund Mittelthüringen.
Le réseau de transports est composé de trois lignes de tramways (20,1 km de long) et de vingt lignes de bus (235,4 km de long). Les 234 arrêts voient passer quotidiennement 60 000 voyageurs. En 2009, 18 300 000 personnes ont été transportées à Gera.
Des lignes régionales d'autobus fonctionnent à partir de la gare routière d'Heinrichstraße.

## Sites et monuments
À cause des grands incendies de 1450, 1639, 1686 et 1780 Gera est dépourvue de monuments médiévaux. De même, les destructions causées par les bombardements de la Seconde Guerre mondiale  ainsi que les reconstructions faites durant l'époque de la RDA ont causé de grands dommages à l'urbanisme de la ville. Néanmoins, Gera possède plusieurs exemples d'architecture de la fin du XVIIIe siècle, du XIXe et du XXe siècle. L'orangerie datant du XVIIIe siècle avec son jardin (nommé « Küchengarten », en français potager) est un très bel exemple de l'architecture baroque, du siècle de l'absolutisme qu'est le XVIIIe siècle.

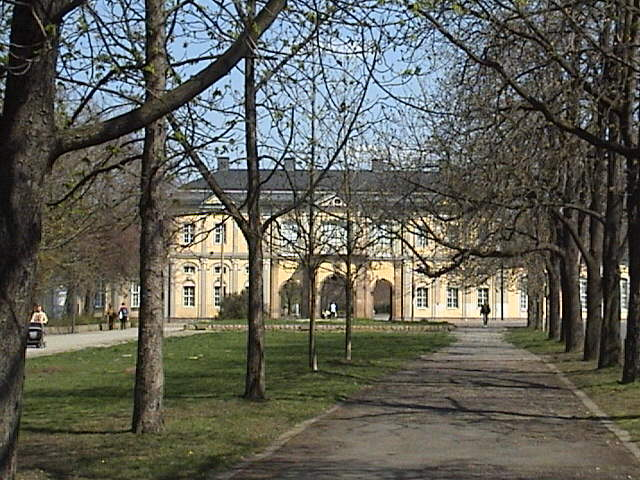
Le bâtiment de l'orangerie édifié en 1729-1732 et 1748/1749, vue de la rue.

Les monuments les plus anciens sont regroupés sur la place du Marché :
- l'hôtel de ville (Rathaus), de style Renaissance allemande terminé en 1576 ;
- la statue et la fontaine  de Samson (Simsonbrunnen) (XVIIe) ;
- la pharmacie municipale (Stadtapotheke) (XVIIe).

Gera possède quelques église intéressantes :
- l'église Saint-Sauveur (Salvatorkirche) à l'architecture baroque et dont l'intérieur est de style Art nouveau (Jugendstil en Allemagne) ;
- l'église Saint-Jean (Johanniskirche) de style néogothique ;
- l'église de la Sainte-Trinité (Trinitakirche) de style baroque et néogothique ;
- l'église Sainte-Marie (Marienkirche) du village d'Untermhaus de style gothique flamboyant.

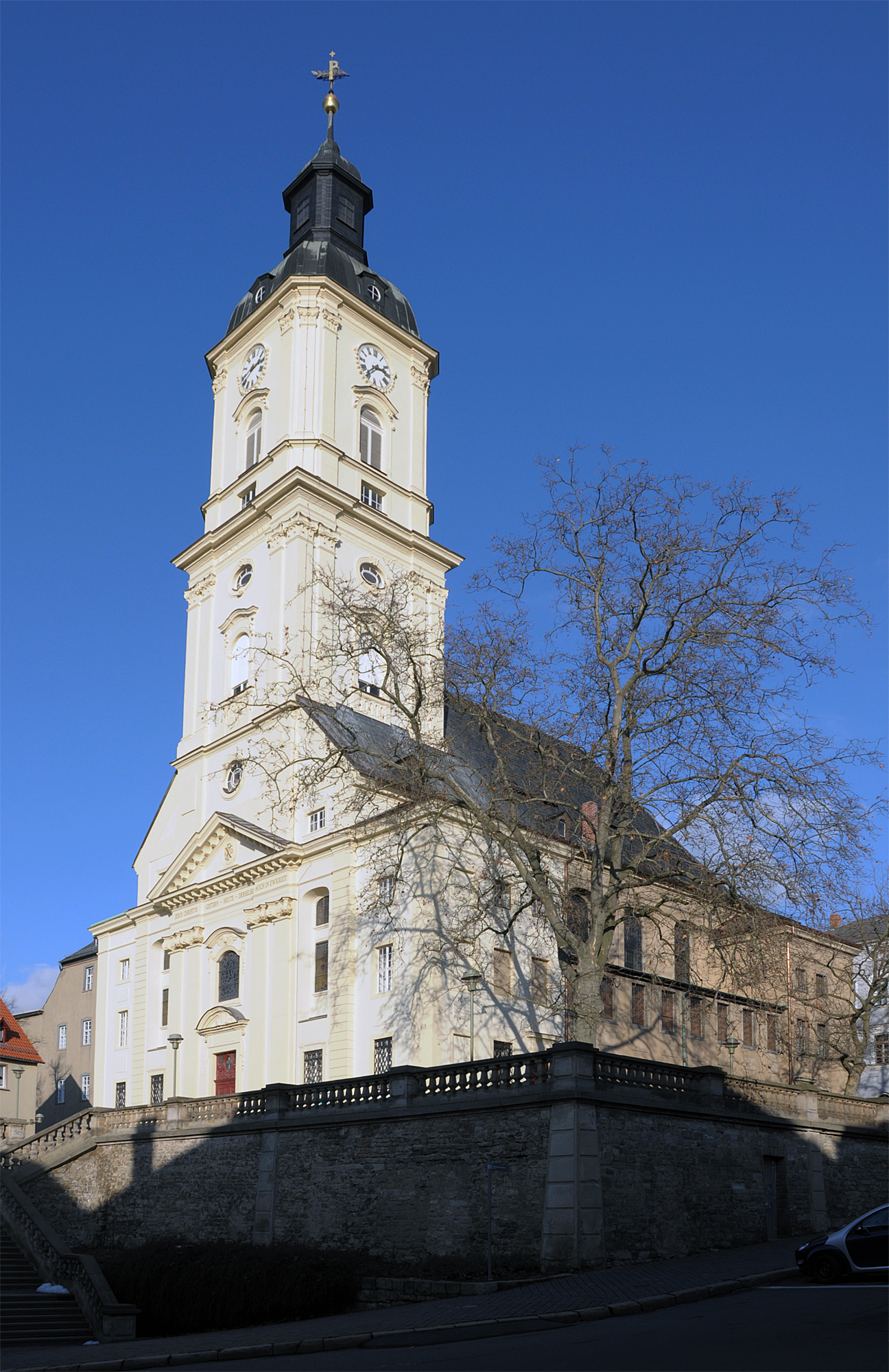
L'église Saint-Sauveur, à l’extérieur baroque autrichien, à l'intérieur Art nouveau à cause d'un incendie qui a dévasté tout l'intérieur ancien.

Au-dessus du village d'Untermhaus, sur la rive gauche de l'Elster, sur la colline du Hainberg, se dressent l'ancien donjon (XIIe siècle) ainsi que les communs et la cour de l'ancien château princier d'Osterstein, résidence des princes de Reuss.
Une particularité de Gera est son ensemble de caves profondes creusées (Geraer Höhler) sous les maisons de la vieille ville par les citoyens qui avaient le droit d'y brasser et d'y conserver leur propre bière. Ce droit de brassage était lié à la possession d'une maison dans la ville. Certaines de ces caves ont servi d'abris antiaériens pendant les bombardements de 1945.
En raison de la grande prospérité industrielle de la ville à la fin du XIXe siècle, de nombreuses villas furent édifiées par les plus grands architectes pour satisfaire les entrepreneurs locaux :
- la villa Schulenburg (1913), construite par Henry Van de Velde pour les industriels Schulenburg ;
- la villa Meyer, construite par Thilo Schoder dans le style Bauhaus (Art déco) ;
- les villas Hirsch (1872 et 1894), famille industrielle importante d'origine alsacienne ;
- la villa Jahr (1905) construite par Rudolf Schmidt (1862-1945) dans le style historiciste et éclectique comme de nombreuses autres villas de Gera, Saalfeld ou Rudostadt ;
- les villas Feistkorn (1893 et 1913) ;
- la villa Schmidt (1874) ;
- la villa Eichenberg (1887).

On peut aussi noter :
- le théâtre principal (Großes Haus), édifié dans le style Art nouveau, est un des rares théâtres contenant à la fois une salle de théâtre et une salle de concert ;
- l'Orangerie, dans laquelle se trouve aujourd'hui la galerie municipale, avec son parc, le Küchengarten ;
- l'ensemble d'architecture urbaine de la « Mohrenplatz » avec la maison natale reconstruite du célèbre peintre Otto Dix ;
- l'ancienne usine des Goldes, industriels juifs, construite par Thilo Schoder - un excellent exemple de l'architecture industrielle moderne ;
- La Siedlung « Heinrichsgrün » et la Siedlung « Grüner Weg » - toutes deux exemples typiques de l'architecture sociale d'avant et après la Première Guerre mondiale ;
- le « Handelshof » (maison de commerce), Art déco et années vingt, un des  bâtiments administratifs les plus innovants en Allemagne ;
- le « Ehrenhain » ("Bois d'honneur"), un parc en hommage aux soldats soviétiques avec un grand monument dans le style réalisme socialiste.

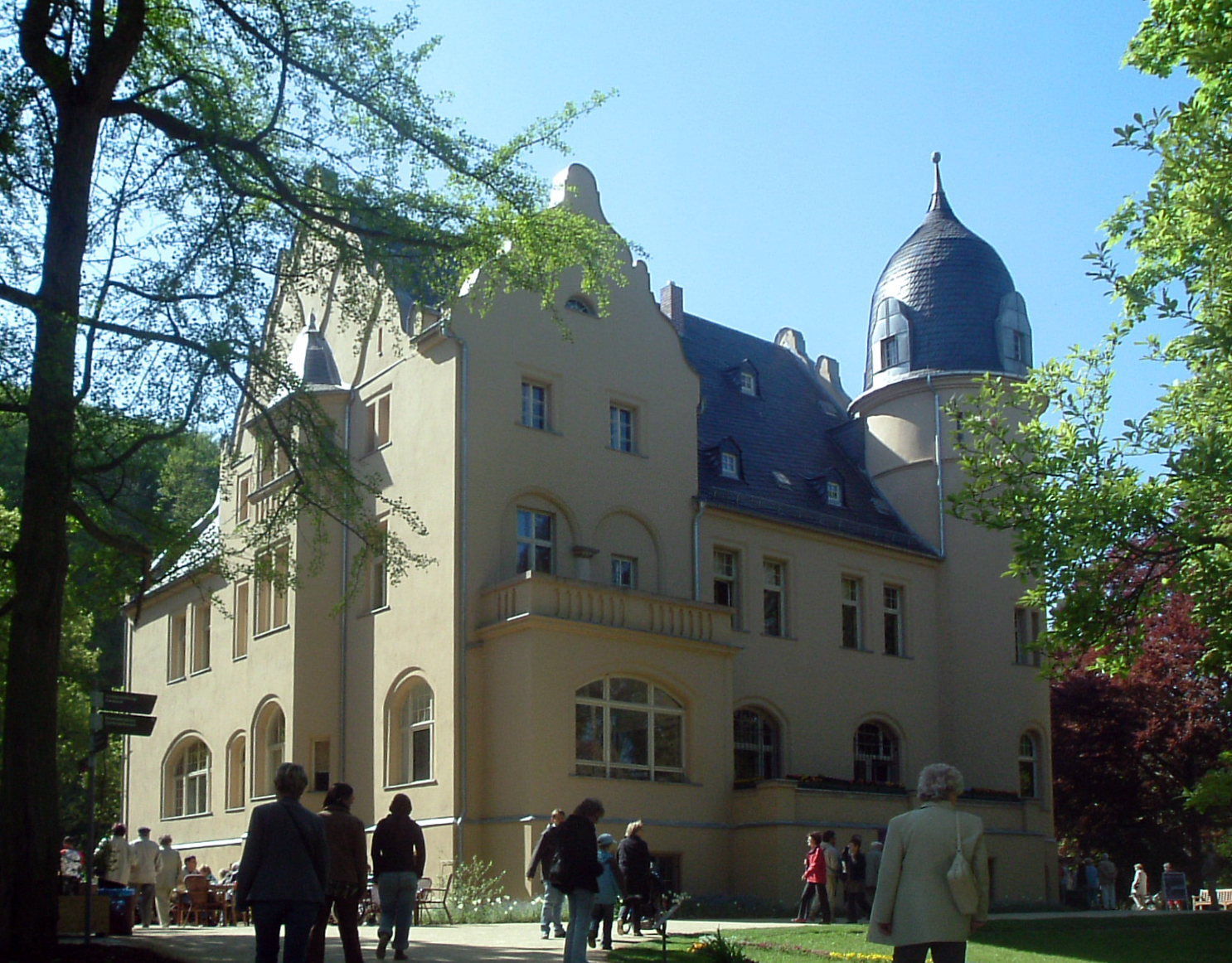
La Villa Jahr.
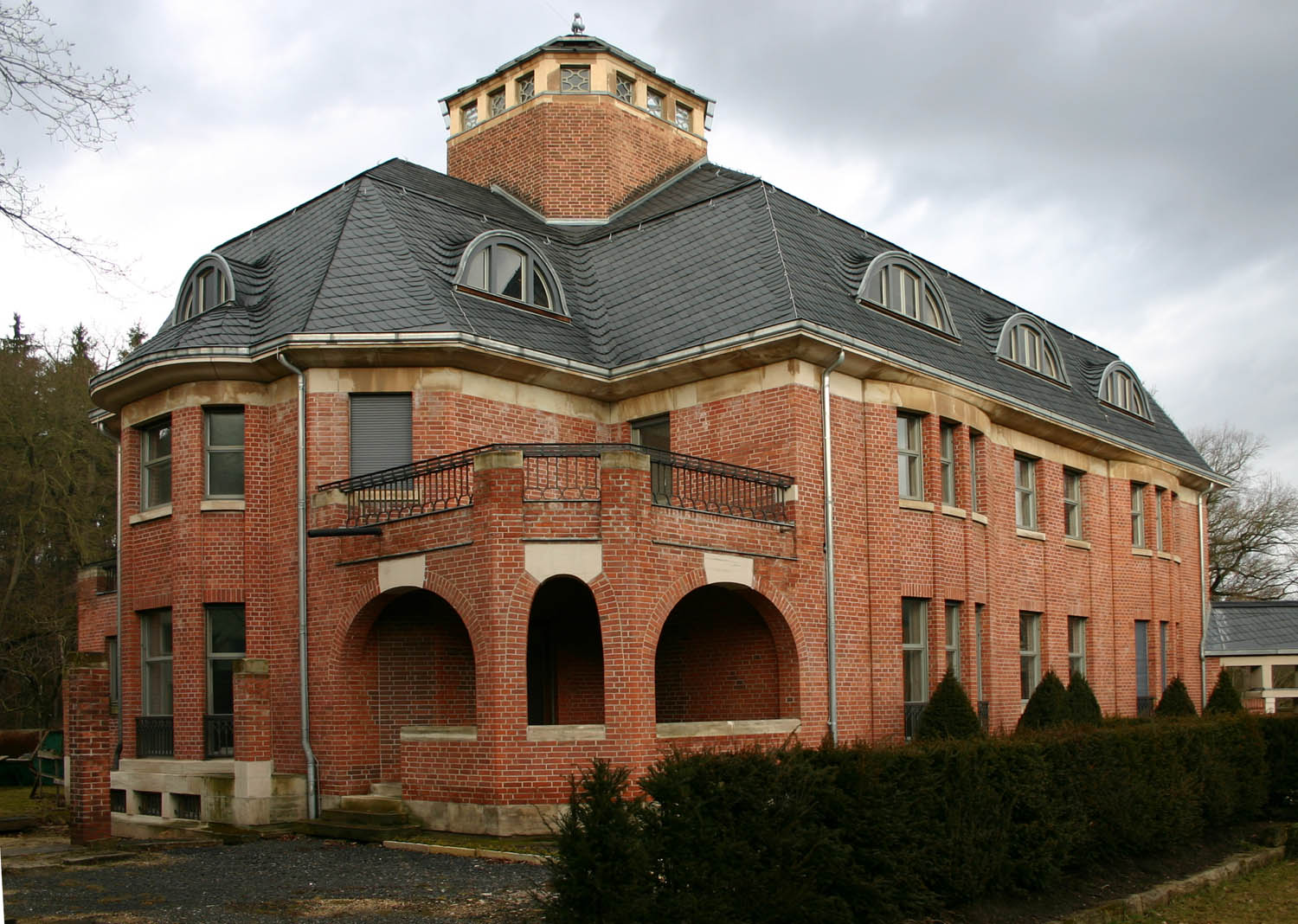
La Villa Schulenburg.
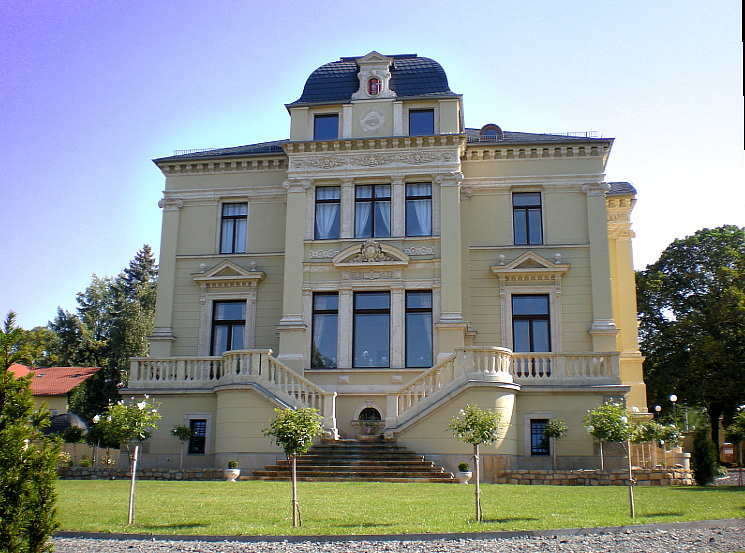
La Villa Eichenberg.
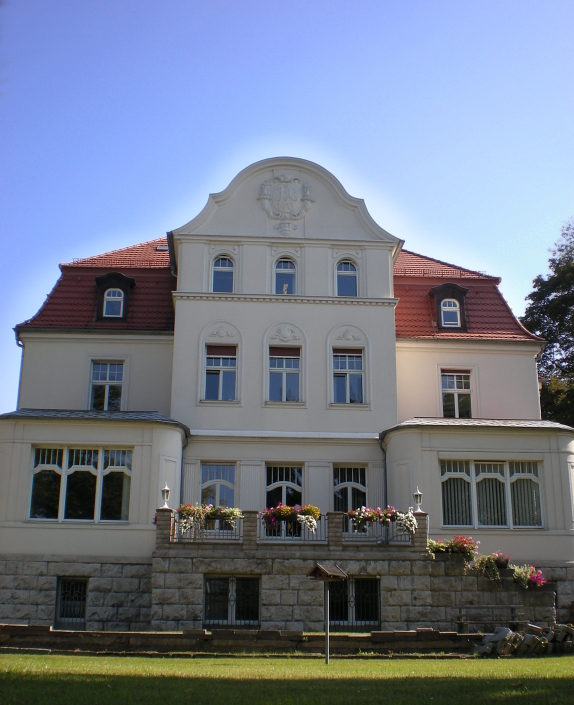
Une des villas Feistkorn.
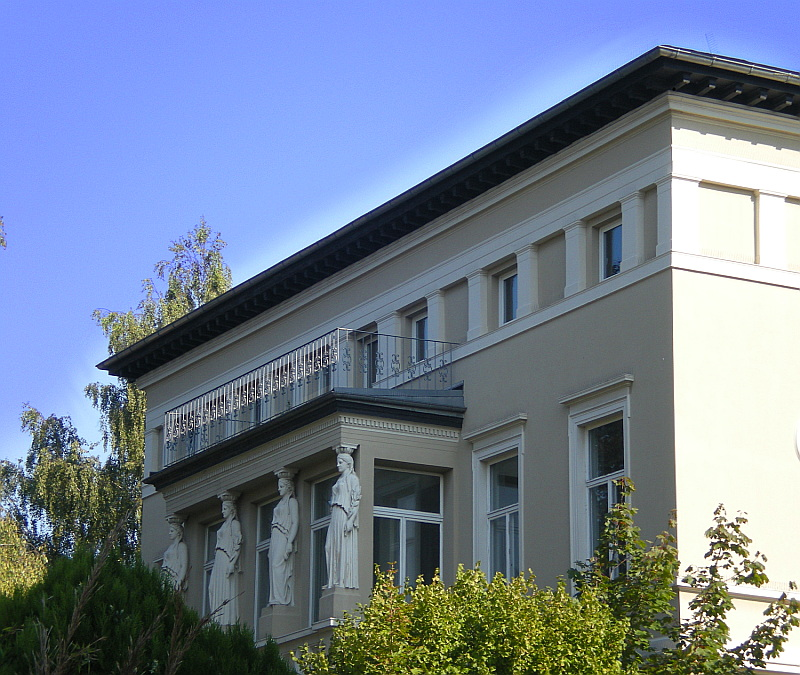
La Villa Schmidt.

### Parcs et jardins

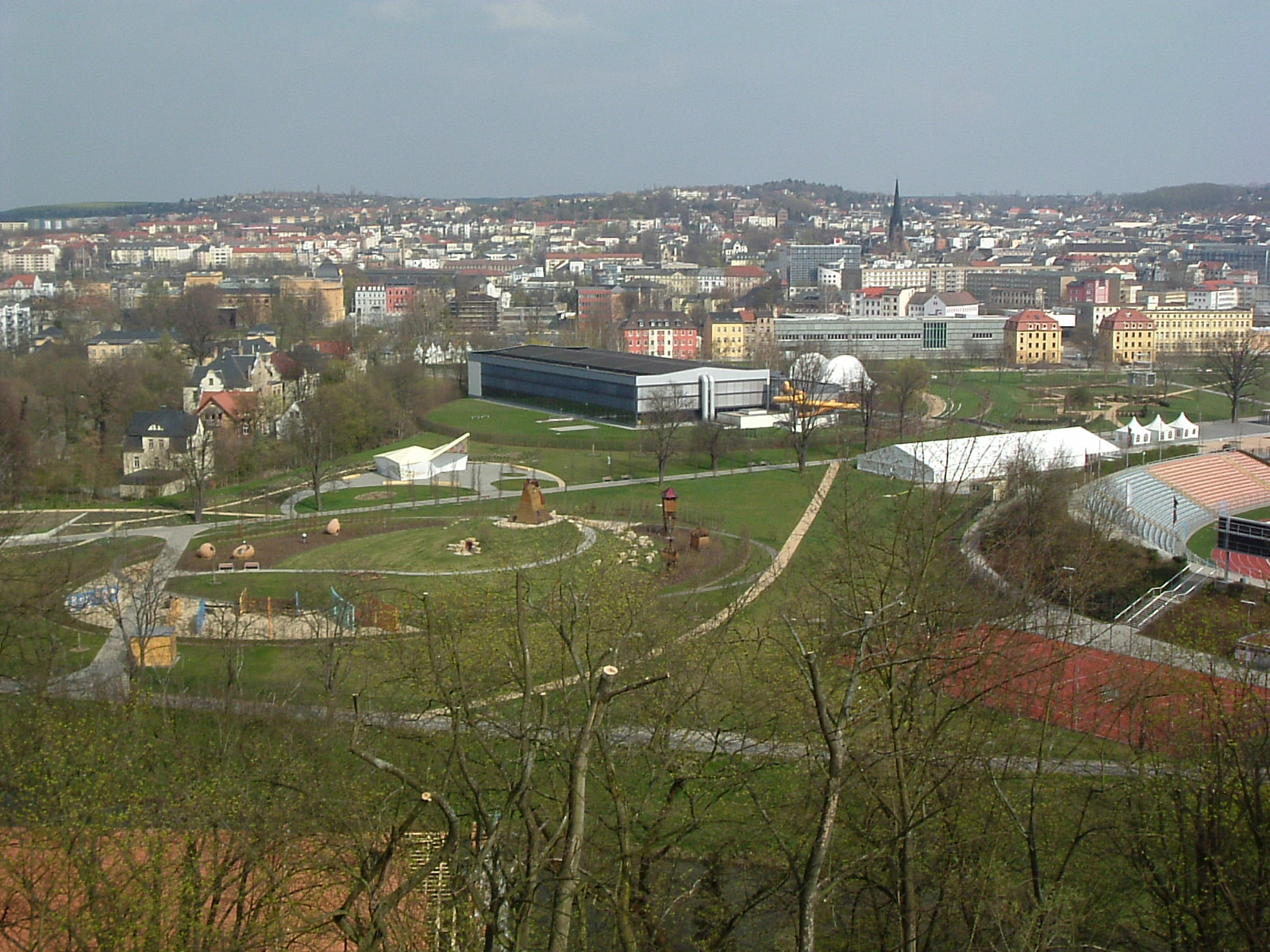
Le Parc d'Hofwiesen.

Gera est pourvue de plusieurs parcs remarquables.
Le zoo de Gera (Tierpark Gera), dans le quartier de Debschwitz, couvre 20 ha et montre plus de 500 animaux de 80 espèces différentes dans un cadre forestier parcouru par un petit train.
À l'occasion de l'Exposition Fédérale de 2007 qui a eu lieu à Gera et Ronneburg, les parcs de la ville ont été réaménagés, le Küchengarten de l'Orangerie comme le Jardin de dahlias (Dahliengarten) qui datait de 1928. Un nouveau parc fut créé, le Hofwiesenpark, sur la rive droite de la rivière, incluant la villa Jahr. Ouverte d'avril à octobre, cette exposition a accueilli plus de 1 500 000 visiteurs.

## Sports

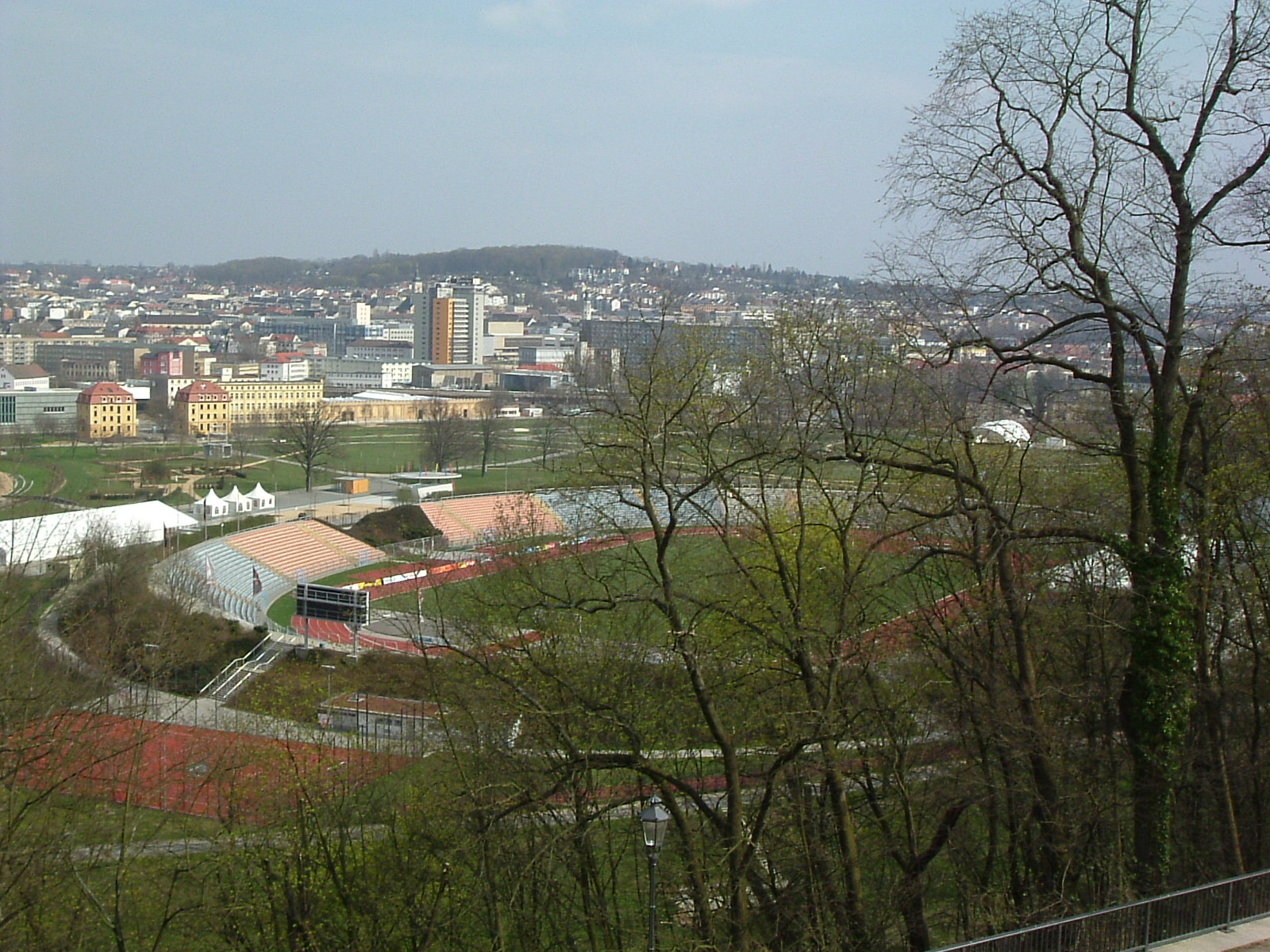
Le Stade de l'Amitié.

La plupart des équipements sportifs de Gera sont situés à Hofwiesen, à l'ouest du centre-ville en bordure de l'Elster. On y trouve :
- le Stade de l'Amitié (Stadion der Freudschaft) construit en 1952 et pouvant accueillir 15 900 spectateurs ;
- les piscines couvertes du complexe de Hofwiesen ;
- le stade de roller de vitesse, Rollhockey-Arena ;
- les courts de tennis du TC90 Gera ;
- la salle multi-sports de la Pandorfhalle.

D'autres stades plus petits existent dans les différents quartiers de la ville, ainsi que des piscines découvertes à Kaimberg et Aga.

### Football
Gera possède deux clubs de football qui ont connu bien des vicissitudes depuis leur création :
- le BSG Wismut Gera qui joue en Ligue de Thuringe (sixèlme niveau dans la hiérarchie du football allemand) ;
- le 1.FC Gera 03, créé en 2003 par la fusion de TSV 1880 Gera-Zwötzen et de SV 1861 Liebschwitz qui évolue en Oberliga-Nordost, division sud (cinquième niveau de la hiérarchie du football allemand.

Le club du Dynamo Gera a cessé d'exister en 89/90.

### Cyclisme
Gera est une des places fortes du cyclisme en Allemagne. De 1967 à 2011, la ville a accueilli 14 fois une étape de la Course de la Paix. Le club du SSV Gera 1990 est un des grands clubs de la Fédération allemande de cyclisme et de nombreux champions sont sortis de ses rangs.

### Équitation
Le Reitstadion Gera-Milbitz est un club d'équitation renommé qui a déjà organisé quatre fois (en 1995, 1998, 2003, 2007) le Championnat d'Allemagne de dressage et de saut d'obstacles.

### Roller de vitesse
Gera possède un stade destiné à cette discipline et le RSV Blau-Weiß Gera a organisé en 2008 le Championnat d'Europe de roller de vitesse.

### Parachutisme
Les Championnats du Monde de parachutisme ont eu lieu sur l'aérodrome de Gera-Leumnitz en 2006.

## Personnages célèbres
À Gera sont nés :
- Elias Gottlob Haussmann (1695 - 1774), peintre auteur du célèbre portrait de Johann Sebastian Bach
- Friedrich-Philipp Reinhold (1779 - 1840), peintre
- Heinrich Reinhold (1788 - 1825), peintre
- Walther Stötzner (1882-1965), archéologue
- Otto Dix (1891 - 1969), peintre expressionniste
- Karl Weschke (1925 - 2005), peintre
- Georg Buschner (1925 - 2007), footballeur et entraîneur
- Mark Ellis (1944 - ), chanteur
- Rainer Ortleb (1944 - ), homme politique du FDP
- Thilo Sarrazin (1945 - ), homme politique du SPD
- Margitta Pufe (1952 - ), athlète, spécialiste du lancer du poids et du disque
- Marlies Göhr (1958 - ), athlète, spécialiste du 100 m
- Olaf Ludwig (1960 - ), coureur cycliste
- Andreas Dresen (1963 - ), réalisateur de films
- Heike Drechsler (1964 - ), athlète, spécialiste du sprint, du saut en longueur et de l'heptathlon
- Jens Heppner (1964 - ), coureur cycliste
- André Steiner (1970-), champion olympique d'aviron
- Hanka Kupfernagel (1974 - ), coureuse cycliste, spécialiste du cyclo-cross
- Marek Hemmann (1979 - ), musicien, DJ  (Marek Hemmann)
- Bianca Schmidt (1990 - ), footballeuse
- John Degenkolb (1989 - ), coureur cycliste

## Spécialités culinaires

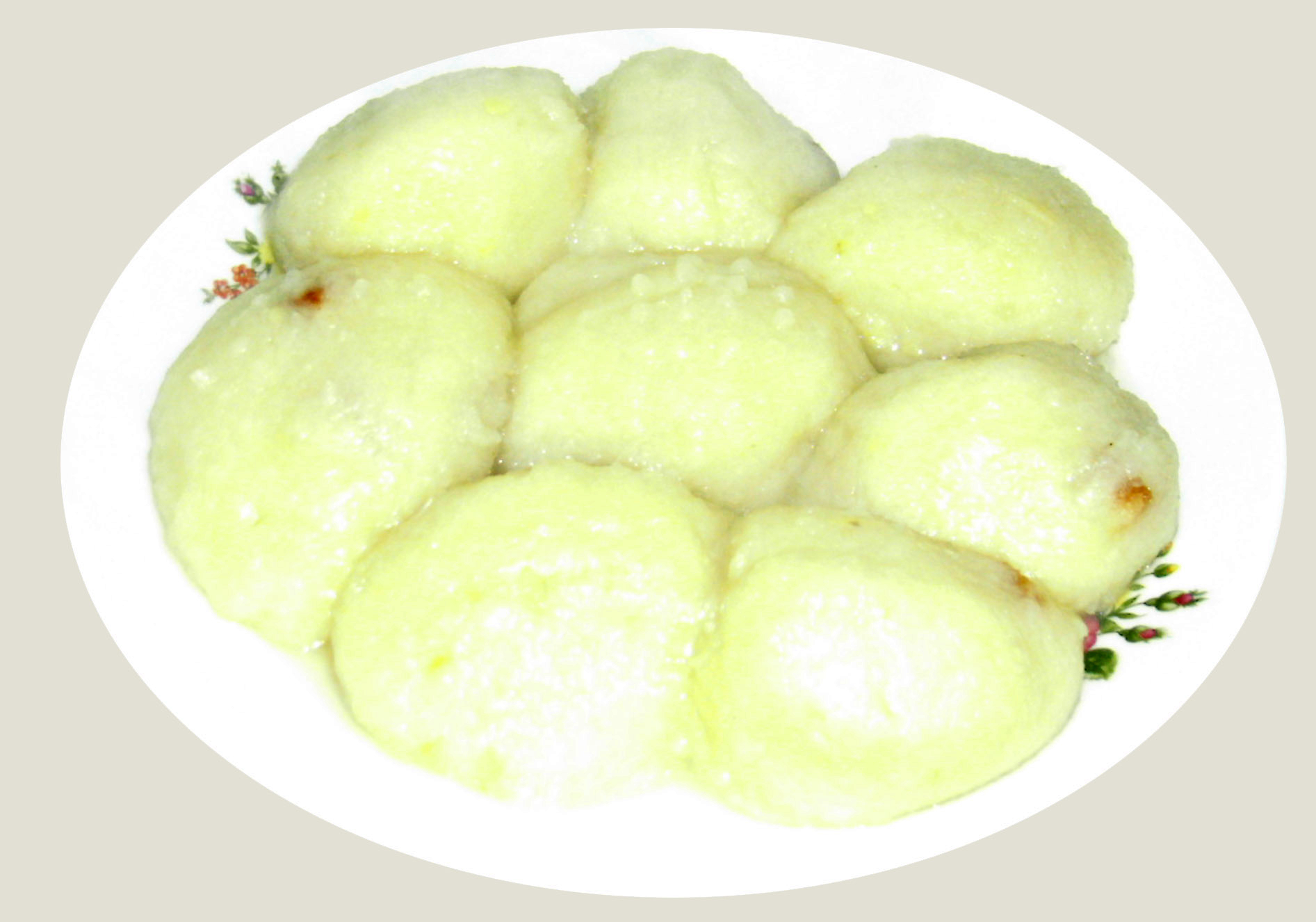
Plat de boulettes de Thuringe.

Gera se trouve au centre du pays de la bière noire (Schwarzbier) de Thuringe (Thüringischen Schwarzbierland) avec la bière noire la plus célèbre d'Allemagne, Köstritzer brassée à Bad Köstritz, à quelques kilomètres au nord de Gera.
Autres spécialités locales :
- les saucisses grillées de Thuringe (Rostbratwürste) ;
- les boulettes de Thuringe (Thüringer Klöße), quenelles de pomme de terre ;
- les Gersche Fettguschen, petits pains enduits de saindoux.

## Jumelages
La ville de Gera est jumelée avec :
- Fort Wayne (États-Unis) depuis 1989
- Saint-Denis (France) depuis 1989
- Arnhem (Pays-Bas) depuis 1989
- Nuremberg (Allemagne) depuis 1989
- Pskov (Russie) depuis 1996
- Skierniewice (Pologne) depuis 1999
- Timişoara (Roumanie) depuis 1989
- Sliven (Bulgarie) depuis 1989
- Goražde (Bosnie-Herzégovine) depuis 2002
- Kuopio (Finlande) depuis 1989
- Rostov-sur-le-Don (Russie) depuis 1997